# Mésangueville (Fluss)
Die Mésangueville (manchmal auch ohne Akzent geschrieben) ist ein kleiner Fluss in Frankreich, der im Département Seine-Maritime in der Region Normandie verläuft. Sie entspringt im Gemeindegebiet von La Ferté-Saint-Samson, entwässert generell Richtung Südost durch die Landschaft des Pays de Bray, macht im Unterlauf einen kleinen Haken nach Nordost und mündet nach insgesamt rund 15 Kilometern im Gemeindegebiet von Dampierre-en-Bray als rechter Nebenfluss in die Epte.

## Orte am Fluss
(Reihenfolge in Fließrichtung)
- Les Brouillards, Gemeinde La Ferté-Saint-Samson
- Les Bruyères, Gemeinde Mésangueville
- La Hébergue, Gemeinde Hodeng-Hodenger
- La Grande Chaussée, Gemeinde Ménerval
- Le Moulin de Bray, Gemeinde Brémontier-Merval
- Dampierre-en-Bray
- La Vieuville, Gemeinde Dampierre-en-Bray
- Beuvreuil, Gemeinde Dampierre-en-Bray

## Sehenswürdigkeiten
- Château des Huguenots, Burg aus dem 13. und 14. Jahrhundert am Flussufer bei Beuvreuil – Monument historique[4]